# Liste der Biografien/Lins
Liste der Biografien |
Portal Biografien |
Personensuche
# |
A |
B |
C |
D |
E |
F |
G |
H |
I |
J |
K |
L |
M |
N |
O |
P |
Q |
R |
S |
T |
U |
V |
W |
X |
Y |
Z |
?
 
La |
Lb |
Lc |
Le |
Lg |
Lh |
Li |
Lj |
Ll |
Lm |
Lo |
Lp |
Lt |
Lu |
Lv |
Lw |
Lx |
Ly |
Lz
 
Lia |
Lib |
Lic |
Lid |
Lie |
Lif |
Lig |
Lih |
Lii |
Lij |
Lik |
Lil |
Lim |
Lin |
Lio |
Lip |
Liq |
Lir |
Lis |
Lit |
Liu |
Liv |
Liw |
Lix |
Liy |
Liz
 
Lina |
Linb |
Linc |
Lind |
Line |
Linf |
Ling |
Linh |
Lini |
Linj |
Link |
Linl |
Linn |
Lino |
Linp |
Lins |
Lint |
Linu |
Linv |
Linw |
Linx |
Liny |
Linz
Die Liste der Biografien führt alle Personen auf, die in der deutschsprachigen Wikipedia einen Artikel haben. Dieses ist eine Teilliste mit 131 Einträgen von Personen, deren Namen mit den Buchstaben „Lins“ beginnt.

## Lins
- Lins Côrtes, Daniel (* 1979), brasilianisch-neuseeländischer Fußballspieler
- Lins, Adolf (1856–1927), deutscher Maler
- Lins, Alfons Maria (1888–1967), deutscher römisch-katholischer Theologe und Priester, Führer der Bündischen Jugend
- Lins, Consuelo, brasilianische Filmwissenschaftlerin
- Lins, Danielle (* 1985), brasilianische Volleyballspielerin
- Lins, Detlef (* 1965), deutscher Politiker (CDU), Bürgermeister von Sundern
- Lins, Gabriele, deutsche Filmproduzentin, Produktionsleiterin und Drehbuchautorin
- Lins, Guntram (1938–2020), österreichischer Rechtsanwalt und Politiker
- Lins, Gustavo (* 1986), brasilianischer Pagode-Musiker
- Lins, Heinz Maria (1916–2020), deutscher Sänger
- Lins, Herbert (1896–1969), österreichischer Politiker (ÖVP), Abgeordneter zum Nationalrat
- Lins, Ivan (* 1945), brasilianischer Jazzmusiker und Komponist
- Lins, Ivan Monteiro de Barros (1904–1975), brasilianischer Essayist und Philosoph
- Lins, Josef (1947–2024), österreichischer Soziologe
- Lins, Katharina (1788–1836), österreichische Ordensfrau
- Lins, Matheus (* 2001), brasilianischer Fußballspieler
- Lins, Norbert (* 1977), deutscher Ministerialbeamter und Politiker (CDU), MdEPNorbert Lins (* 1977)

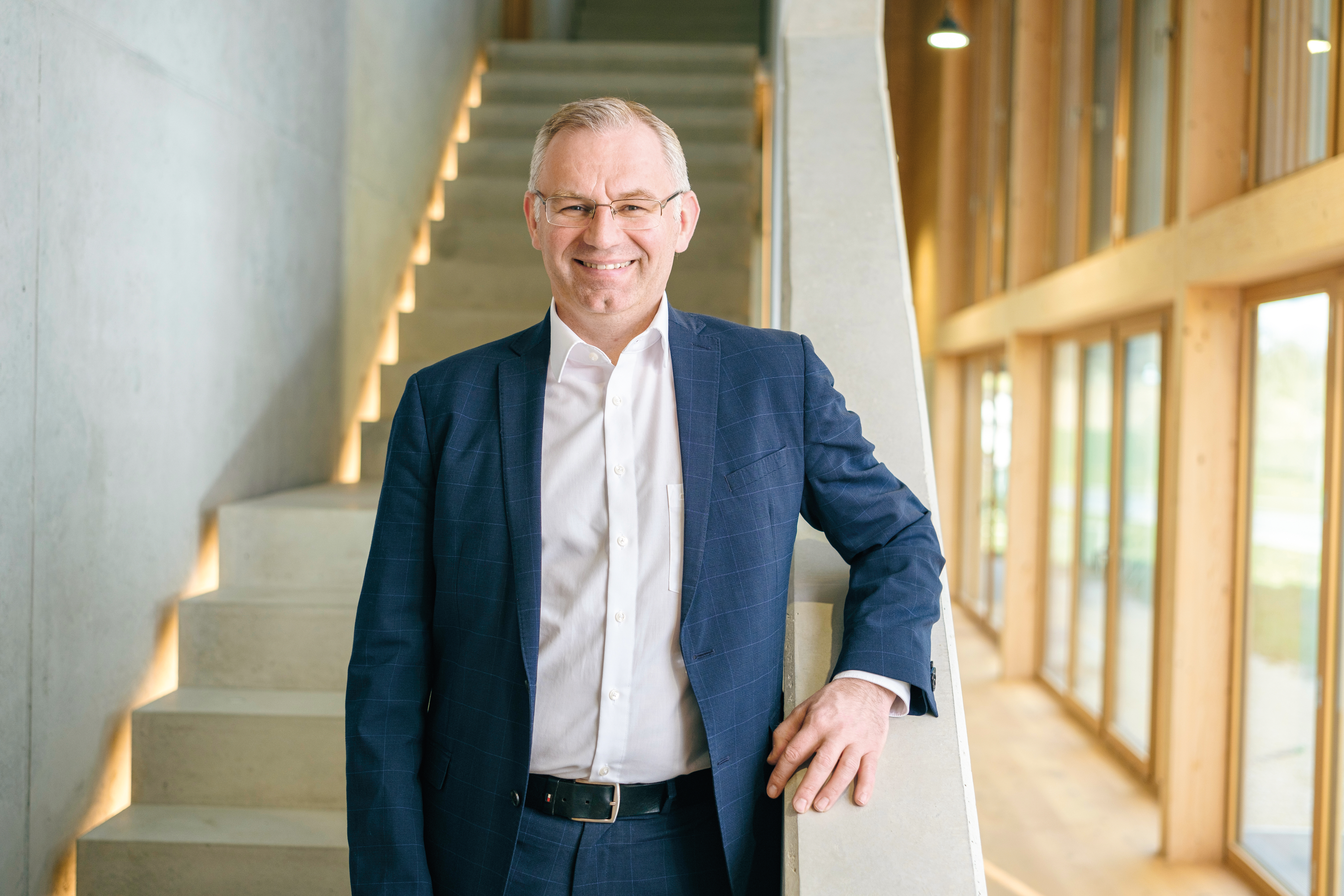
Norbert Lins (* 1977)

- Lins, Osman (1924–1978), brasilianischer Schriftsteller
- Lins, Paulo (* 1958), brasilianischer Schriftsteller
- Lins, Rudi (* 1944), österreichischer Unternehmer und Autorennfahrer
- Lins, Ulrich (* 1943), deutscher Historiker
- Lins-Morstadt, Otto (1889–1962), deutscher Stummfilmregisseur und Schauspieler

### Linsb
- Linsbauer, Franz (1922–1989), österreichischer Beamter und Politiker (ÖVP), Abgeordneter zum Nationalrat
- Linsbauer, Franz (* 1968), österreichischer Politiker (ÖVP), Landtagsabgeordneter
- Linsbauer, Karl (1872–1934), österreichischer Botaniker
- Linsbichler, Tim (* 2000), österreichischer Fußballspieler

### Linsc
- Linscheid, Michael (* 1948), deutscher Chemiker und Hochschullehrer
- Linschinger, Franz (* 1957), österreichischer Fotograf
- Linschinger, Josef (* 1945), österreichischer Künstler
- Linschinger, Maria (* 1946), österreichische Autorin von Lyrik und Prosa
- Linschmann, Theodor (1850–1940), deutscher Pfarrer und späterer Bibliotheksdirektor
- Linschoten, Jan Huygen van (1563–1611), holländischer Kaufmann, Autor und Entdecker
- Linscott, Gillian (* 1944), britische Journalistin und Autorin
- Linscott, Jody, US-amerikanische Sessionmusikerin und Percussionistin

### Linse
- Linse, Cornelia (* 1959), deutsche Weltmeisterin im Rudern
- Linse, Eduard (1848–1902), deutscher Architekt und Hochschullehrer
- Linse, Hermann (1914–1999), deutscher Ingenieur und Hochschullehrer
- Linse, Johann David (1751–1789), deutscher Räuber in Württemberg
- Linse, Johannes (1875–1930), niederländischer Maler, Aquarellist und Zeichner
- Linse, Tobias (* 1979), deutscher Fußballtorhüter und -trainer
- Linse, Ulrich (* 1939), deutscher Historiker
- Linse, Walter (1903–1953), deutscher Jurist
- Linsel, Anne (* 1942), deutsche Kulturjournalistin, Filmemacherin, Dokumentarfilm-Regisseurin und Publizistin
- Linseman, Ken (* 1958), kanadischer Eishockeyspieler
- Linsen, Jan († 1635), holländischer Maler
- Linsen, Ludwig (1810–1858), deutscher Kupferstecher
- Linsenhoff, Ann Kathrin (* 1960), deutsche DressurreiterinAnn Kathrin Linsenhoff (* 1960)

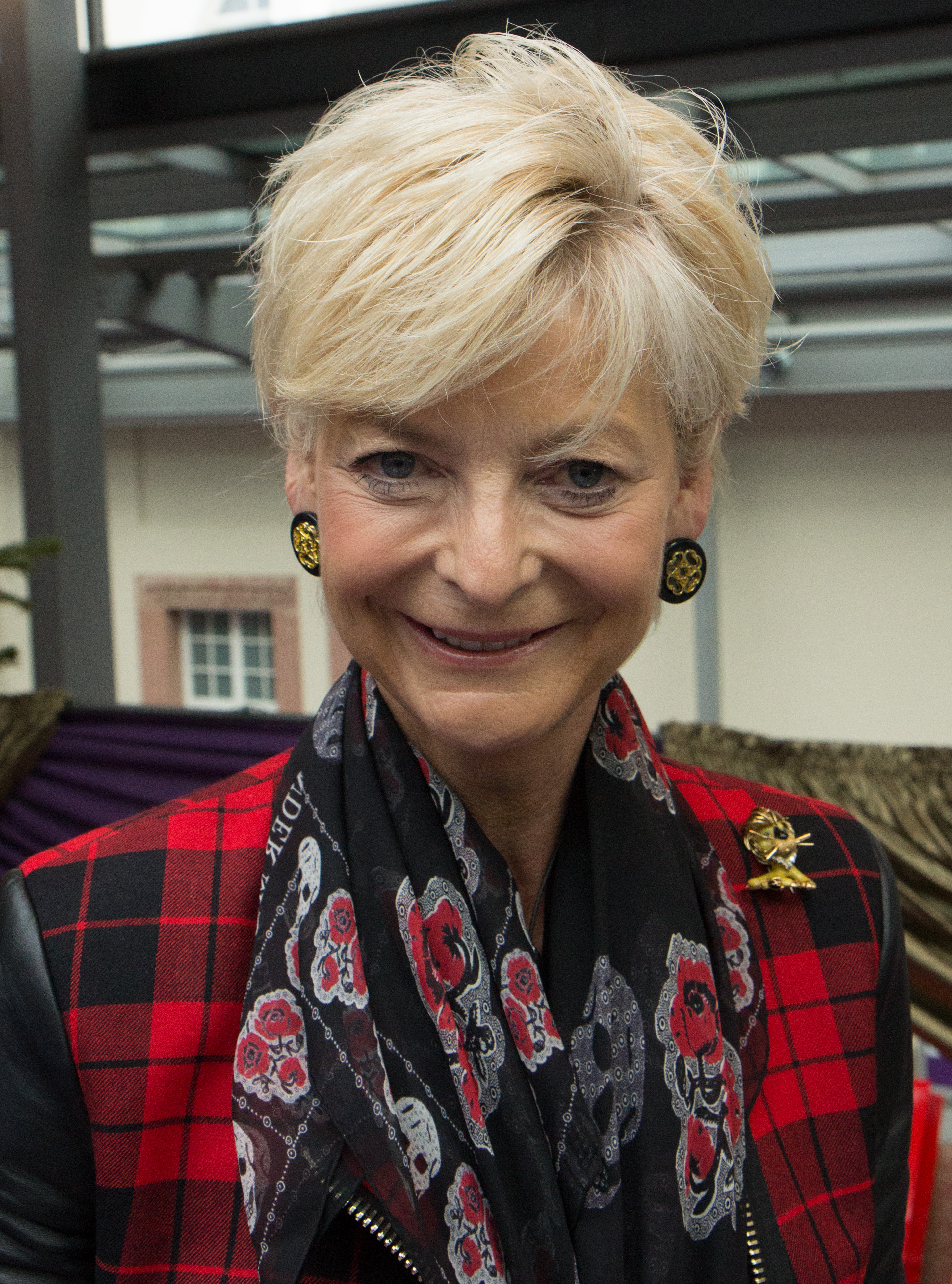
Ann Kathrin Linsenhoff (* 1960)

- Linsenhoff, Liselott (1927–1999), deutsche Dressurreiterin
- Linsenmaier, Hans (* 1941), deutscher Fußballspieler und -trainer
- Linsenmaier, Jörg (1964–2020), deutscher Fußballspieler
- Linsenmaier, Nikolas (* 1993), deutscher Eishockeyspieler
- Linsenmaier, Otto (1918–2009), deutscher Weinbauexperte
- Linsenmaier, Walter (1917–2000), Schweizer Kunstmaler und Entomologe
- Linsenmaier, Wolfgang (* 1949), deutscher Jurist und Richter am Bundesarbeitsgericht
- Linsenmair, Karl Eduard (* 1940), deutscher Biologe und Hochschullehrer
- Linsenmann, Franz Xaver von (1835–1898), katholischer Moraltheologe und Bischof von Rottenburg
- Linsenmeier, Hans-Dieter (1923–2012), deutscher Ingenieur und Unternehmer
- Linser, Edi (1894–1929), österreichischer Motorradrennfahrer
- Linser, Franz (* 1961), österreichischer Unternehmer und Politiker (FPÖ), Landtagsabgeordneter, Abgeordneter zum Nationalrat, MdEP
- Linser, Hans (1907–1991), österreichischer Agrikulturchemiker
- Linser, Karl (1895–1976), deutscher Dermatologe
- Linser, Paul (1871–1963), deutscher Dermatologe, Venerologe und Hochschullehrer
- Linsert, Ludwig (1907–1981), deutscher Politiker (SPD), Gewerkschafter und Widerstandskämpfer gegen den Nationalsozialismus
- Linsert, Margot (1909–2009), deutsche Widerstandskämpferin
- Linsert, Richard (1899–1933), deutscher Publizist und Sexualwissenschaftler

### Linsh
- Linshalm, Heinz-Peter, österreichischer Klarinettist
- Linshalm, Manuela (* 1976), österreichische Schauspielerin und Puppenspielerin

### Linsi
- Linsi, Urs (* 1949), Schweizer Finanzmanager und Sportfunktionär
- Linsing, Karl Christoph von (1703–1787), deutscher Generalleutnant im Dienste des Kurfürstentums Hannover
- Linsingen, Adolph Ernst von (1723–1784), königlich-preußischer Oberstleutnant und kurfürstlich-mainzischer Kammerherr sowie Rittergutsbesitzer
- Linsingen, Alexander von (1850–1935), preußischer Generaloberst im Ersten WeltkriegAlexander von Linsingen (1850–1935)

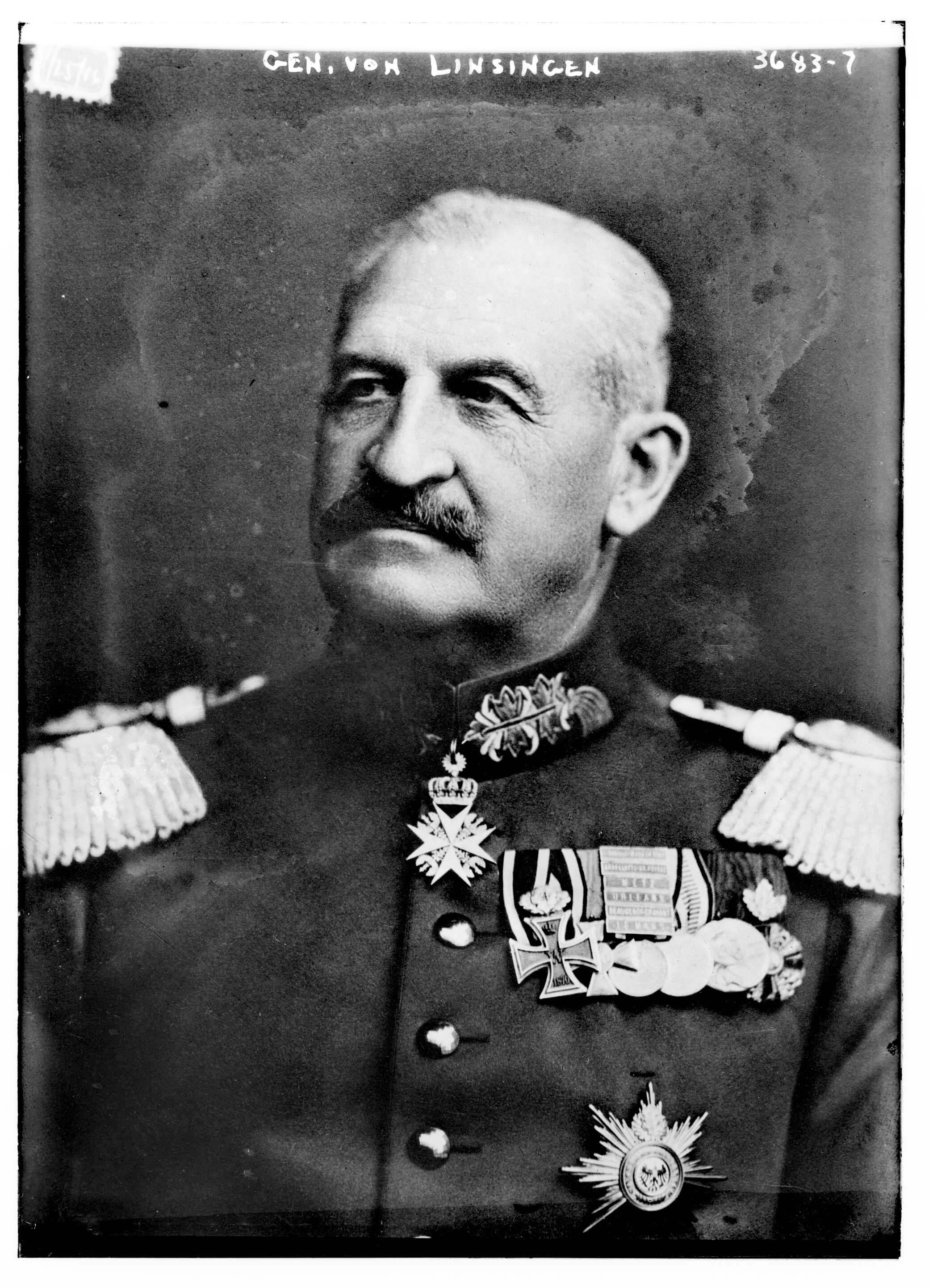
Alexander von Linsingen (1850–1935)

- Linsingen, August Christian Wilhelm von († 1802), sachsen-gothaischer Oberstleutnant im holländischen Diensten sowie Rittergutsbesitzer
- Linsingen, Carl von (1742–1830), deutscher General der Kavallerie des Königreichs Hannover
- Linsingen, Caroline von (1768–1815), frühe Liebe des Herzogs von Clarence
- Linsingen, Dietrich Ernst Heinrich von (1687–1762), anhaltzerbstischer wirklicher Geheimer Rat und Kanzler sowie Rittergutsbesitzer
- Linsingen, Ernst Otto von (1834–1920), deutscher Bürgermeister und Abgeordneter
- Linsingen, Ernst von (1775–1853), königlich-hannoverscher General der Kavallerie
- Linsingen, Ernst Wilhelm von (1821–1895), preußischer Generalmajor
- Linsingen, Friedrich August Christian von (1721–1775), anhalt-zerbstischer Geheimer Rat, Kanzler, Kammer- und Konsistorialpräsident sowie Rittergutsbesitzer
- Linsingen, Friedrich Wilhelm Alexander von (1786–1861), deutscher Diplomat und Hofbeamter
- Linsingen, Heimart von (1818–1894), preußischer Generalmajor
- Linsingen, Karl August von (1803–1899), hannoverscher Berghauptmann
- Linsingen, Ludwig Carl von († 1805), französischer Oberst der Kavallerie und Rittergutsbesitzer
- Linsingen, Thilo von (1862–1943), preußischer Generalmajor
- Linsinger, Balthasar (1902–1986), österreichischer Priester
- Linsinger, Eva (* 1968), österreichische Journalistin und AutorinEva Linsinger (* 1968)

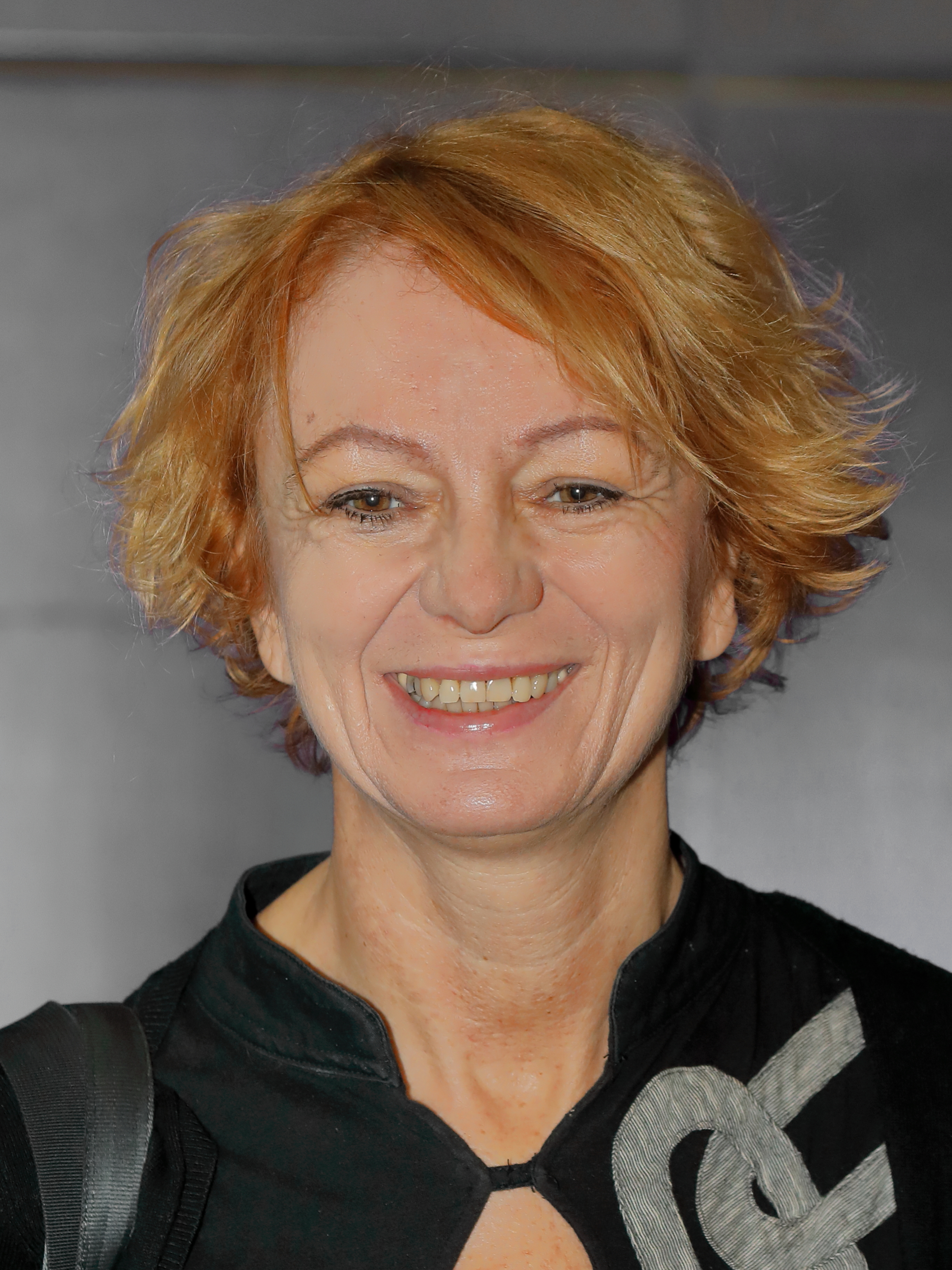
Eva Linsinger (* 1968)

- Linsinger, Rupert (1897–1977), österreichischer Schriftsteller, Illustrator und Faltbootfahrer

### Linsk
- Linskens, Edward (* 1968), niederländischer Fußballspieler
- Linskens, Hans Ferdinand (1921–2007), deutscher Botaniker und Genetiker
- Linskey, Howard (* 1967), britischer Autor und Journalist
- Linsky, Jeff (* 1952), US-amerikanischer Jazzgitarrist

### Linsl
- Linsler, Rolf (1942–2013), deutscher Gewerkschaftsfunktionär und Politiker (SPD, Die Linke), MdL
- Linsley, Corey (* 1991), US-amerikanischer American-Football-Spieler

### Linsm
- Linsmann, Paul (1891–1957), deutscher Arzt und Inhaber der Paracelsus-Medaille
- Linsmayer, Anton (1827–1886), deutscher Pädagoge und Altphilologe
- Linsmayer, Charles (* 1945), Schweizer Germanist, Publizist, Literaturkritiker und Schriftsteller
- Linsmayer, Denis (* 1991), deutscher Fußballspieler
- Linsmayer, Eleonore (1934–2023), deutsche Diplomatin
- Linsmayer, Ludwig (* 1958), deutscher Historiker und Archivleiter
- Linsmayer, Max (1907–1940), deutscher SA-Führer
- Linsmeier, Josef (1944–2024), deutscher Politiker (CSU), MdB

### Linso
- Linson, Adam (* 1975), US-amerikanischer Jazzmusiker
- Linson, Art (* 1942), US-amerikanischer Filmproduzent, Regisseur und Drehbuchautor

### Linss
- Linss, Hans-Peter (1928–2007), deutscher Bankier
- Linß, Karl Wilhelm (1820–1899), deutscher evangelischer Theologe und Superintendent
- Linß, Werner (1937–2012), deutscher Fußballspieler
- Linss, Yara (* 1980), deutsch-brasilianische Sängerin
- Linssen, Bryan (* 1990), niederländischer Fußballspieler
- Linßen, Gregor (* 1966), deutscher Komponist
- Linssen, Helmut (* 1942), deutscher Politiker (CDU), MdLHelmut Linssen (* 1942)

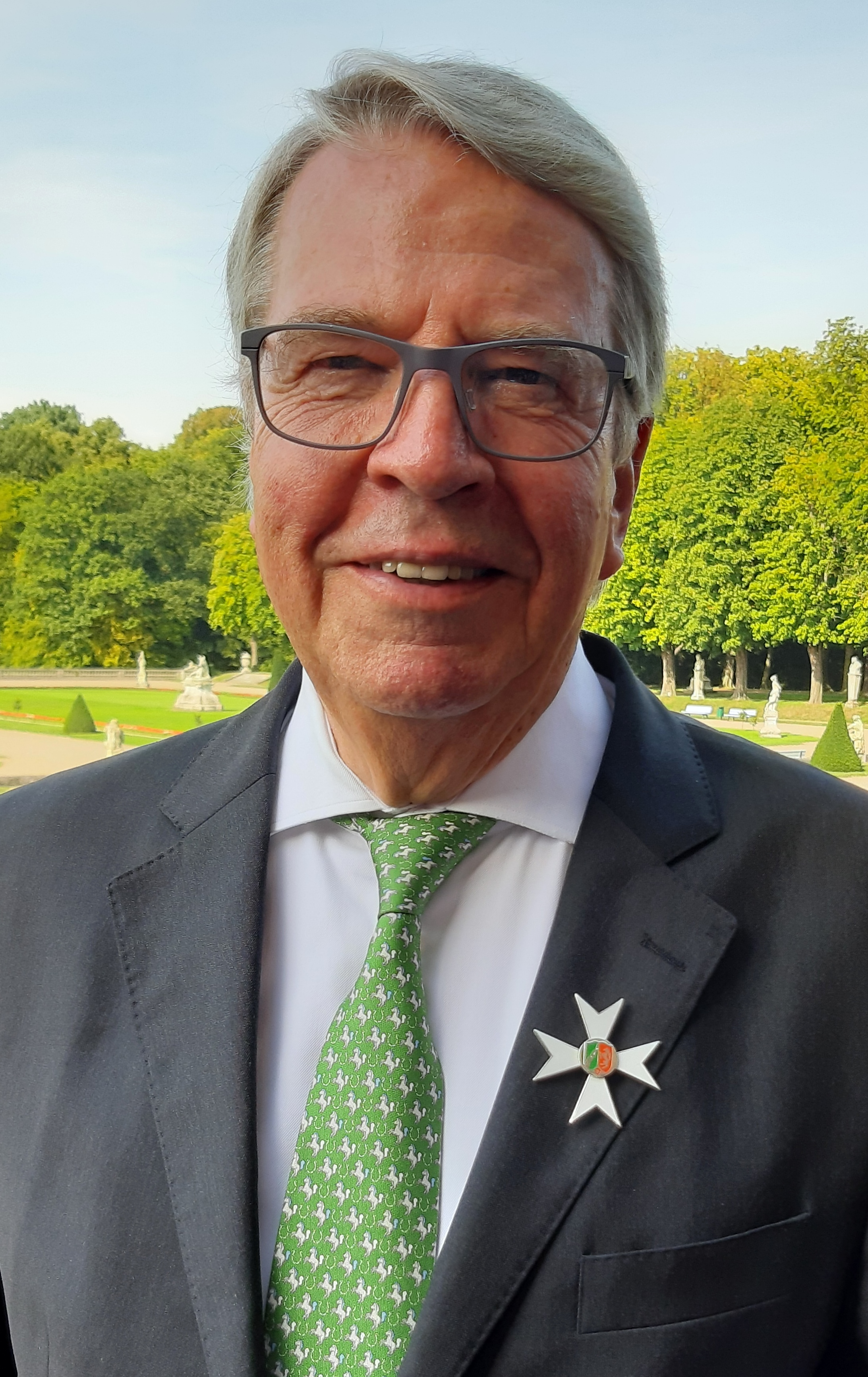
Helmut Linssen (* 1942)

- Linßen, Johannes (* 1949), deutscher Fußballspieler und -trainer
- Linssen, Jupp (* 1957), deutscher Künstler
- Linßen, Marten (* 1998), deutscher Basketballspieler
- Linssen-Vaessen, Marie-Louise (1928–1993), niederländische Schwimmerin
- Linsser, Hans Ferdinand (1918–2002), deutscher Diplomat

### Linst
- Linstädter, Jörg (* 1969), deutscher Prähistoriker
- Linstead, Patrick (1902–1966), englischer Chemiker
- Linstedt, Heinrich († 1821), deutscher Theologiestudent in Leipzig, Philhellene
- Linster, Bob (* 1995), luxemburgischer Eishockeyspieler
- Linster, Jang (* 1952), luxemburgischer Singer-Songwriter, Komiker und Synchronsprecher
- Linster, Josef (1889–1954), rumäniendeutscher Komponist und Musikpädagoge
- Linster, Kai (* 1991), luxemburgischer Eishockeyspieler
- Linster, Léa (* 1955), luxemburgische Köchin und GastronominLéa Linster (* 1955)

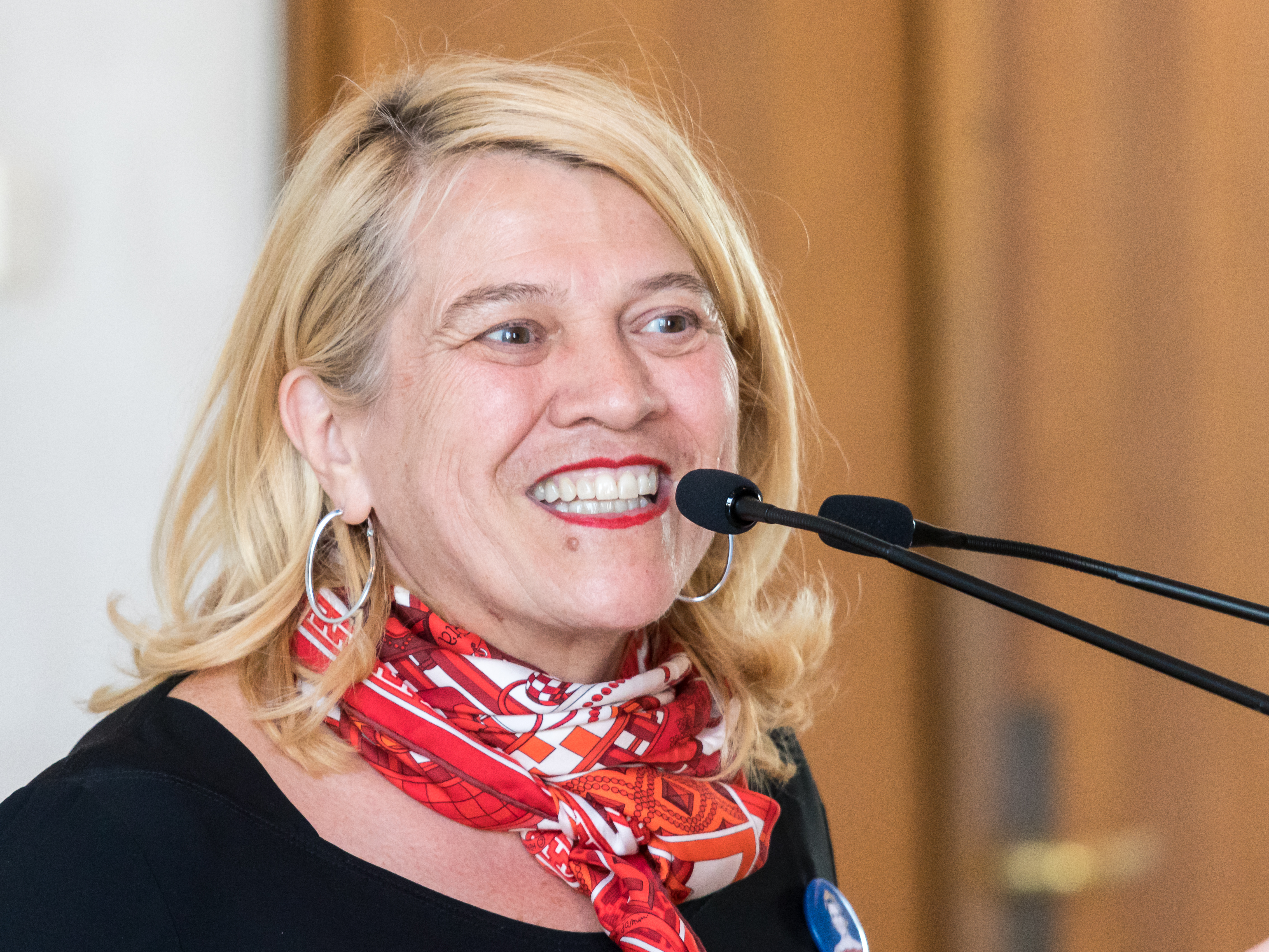
Léa Linster (* 1955)

- Linstow, Adolf von (1832–1902), preußischer Generalleutnant
- Linstow, Anne von (* 1968), deutsch-französische Schauspielerin
- Linstow, Georg Ludwig Rudolf von (1743–1807), preußischer Generalmajor
- Linstow, Hans Ditlev Franciscus von (1787–1851), norwegischer Architekt
- Linstow, Hans Otfried von (1899–1944), deutscher Oberst und Widerstandskämpfer
- Linstow, Hartwig von (1810–1884), dänisch-deutscher Verwaltungsjurist, kommissarischer Präsident der Regierung des Herzogtums Lauenburg in Ratzeburg
- Linstow, Otto von (1842–1916), deutscher Sanitätsoffizier und Helminthologe
- Linstow, Otto von (1872–1929), deutscher Geologe